# Gonomyia saudiarabiensis
Gonomyia saudiarabiensis är en tvåvingeart som beskrevs av Albany Hancock 1997. Gonomyia saudiarabiensis ingår i släktet Gonomyia och familjen småharkrankar. Inga underarter finns listade i Catalogue of Life.